# 2013年賴比瑞亞空難
2013年賴比瑞亞空難是指在2013年2月11日，一架CASA CN-235運輸機在降落至位於賴比瑞亞蒙羅維亞的羅勃茲國際機場時發生航空事故，在這次事故中飛機上搭載的11人全數喪生。